# 沙井街道 (南昌市)
沙井街道是中华人民共和国江西省南昌市红谷滩区下辖的一个街道办事处。2022年7月7日，从沙井街道析出凤凰花园、凤凰家园、凤凰城、凤翔苑、上滩、牛行、长江路、黄河路、珠江路、海德堡、碟子湖、丰和新城、天赐良园、老北站、凤西、星科、星火社区和凤凰村, 设立凤凰洲街道。

## 行政区划
沙井街道下辖以下村级行政区划单位：
庐南社区、芳华社区、昌北社区、沙井社区、丰和社区、风华社区、齐云社区、红谷雅苑社区、绿茵社区、春晖社区、红谷凯旋社区、飞虹花园社区、红谷世纪花园社区、丰和花园社区、沙井村。